# Rebeuville
Rebeuville és un municipi francès, situat al departament dels Vosges i a la regió del Gran Est. L'any 2007 tenia 264 habitants.

## Demografia

### Població
El 2007 la població de fet de Rebeuville era de 264 persones. Hi havia 115 famílies, de les quals 42 eren unipersonals (21 homes vivint sols i 21 dones vivint soles), 43 parelles sense fills i 30 parelles amb fills.
La població ha evolucionat segons el següent gràfic:
Habitants censats

### Habitatges
El 2007 hi havia 132 habitatges, 125 eren l'habitatge principal de la família, 5 eren segones residències i 3 estaven desocupats. 121 eren cases i 11 eren apartaments. Dels 125 habitatges principals, 109 estaven ocupats pels seus propietaris, 14 estaven llogats i ocupats pels llogaters i 2 estaven cedits a títol gratuït; 2 tenien una cambra, 7 en tenien dues, 13 en tenien tres, 29 en tenien quatre i 74 en tenien cinc o més. 90 habitatges disposaven pel capbaix d'una plaça de pàrquing. A 48 habitatges hi havia un automòbil i a 60 n'hi havia dos o més.

### Piràmide de població
La piràmide de població per edats i sexe el 2009 era:
| Homes | Edats   | Dones |
| ----- | ------- | ----- |
| 0     | 95 o +  | 0     |
| 0     | 90 a 94 | 0     |
| 0     | 85 a 89 | 4     |
| 0     | 80 a 84 | 0     |
| 8     | 75 a 79 | 8     |
| 0     | 70 a 74 | 0     |
| 0     | 65 a 69 | 0     |
| 16    | 60 a 64 | 12    |
| 8     | 55 a 59 | 4     |
| 16    | 50 a 54 | 16    |
| 8     | 45 a 49 | 12    |
| 12    | 40 a 44 | 12    |
| 12    | 35 a 39 | 8     |
| 4     | 30 a 34 | 4     |
| 4     | 25 a 29 | 0     |
| 4     | 20 a 24 | 4     |
| 16    | 15 a 19 | 8     |
| 16    | 10 a 14 | 8     |
| 0     | 5 a 9   | 4     |
| 4     | 0 a 4   | 0     |

## Economia
El 2007 la població en edat de treballar era de 178 persones, 128 eren actives i 50 eren inactives. De les 128 persones actives 125 estaven ocupades (60 homes i 65 dones) i 3 estaven aturades (2 homes i 1 dona). De les 50 persones inactives 31 estaven jubilades, 10 estaven estudiant i 9 estaven classificades com a «altres inactius».

### Ingressos
El 2009 a Rebeuville hi havia 118 unitats fiscals que integraven 260,5 persones, la mediana anual d'ingressos fiscals per persona era de 19.131 €.

### Activitats econòmiques
Dels 12 establiments que hi havia el 2007, 2 eren d'empreses extractives, 1 d'una empresa de fabricació d'altres productes industrials, 2 d'empreses de construcció, 4 d'empreses de comerç i reparació d'automòbils, 1 d'una empresa financera, 1 d'una empresa de serveis i 1 d'una entitat de l'administració pública.
Dels 2 establiments de servei als particulars que hi havia el 2009, 1 era una fusteria i 1 lampisteria.
L'únic establiment comercial que hi havia el 2009 era una botiga de mobles.
L'any 2000 a Rebeuville hi havia 5 explotacions agrícoles.

## Equipaments sanitaris i escolars
El 2009 hi havia una escola elemental integrada dins d'un grup escolar amb les comunes properes formant una escola dispersa.

## Poblacions més properes
El següent diagrama mostra les poblacions més properes.